# 스타워즈: 깨어난 포스
《스타워즈: 깨어난 포스》(Star Wars: The Force Awakens)는 2015년에 공개된 미국의 스페이스 오페라 영화이다. J. J. 에이브럼스가 감독과 공동 각본, 공동 제작을 맡았다. 《스타워즈》 영화 시리즈의 7번째 작품으로 데이지 리들리, 존 보예가, 애덤 드라이버, 오스카 아이작, 해리슨 포드, 캐리 피셔, 루피타 뇽오, 앤디 서키스, 도널 글리슨, 앤서니 대니얼스, 피터 메이휴, 마크 해밀, 막스 폰 쉬도브가 출연하였다. 루카스필름과 에이브럼스의 배드 로봇 프로덕션스가 제작하였고 월트 디즈니 스튜디오스 모션 픽처스가 전세계 배급을 담당하였다. 《제다이의 귀환》 이후 약 30년 후를 시간적 배경으로 하며 레이와 핀, 반란동맹군의 군인들이 이끄는 저항군의 포 다메론이 루크 스카이워커를 찾고, 카일로 렌과 은하 제국을 계승한 퍼스트 오더와 싸우는 과정을 그리고 있다.
2012년 10월 스타워즈의 판권이 루카스필름에서 월트 디즈니 컴퍼니에 넘어간 뒤 새로운 에피소드를 다룬 3부작이 계획되었고 이 영화를 시작으로 두 편의 후속작이 더 나올 예정이다. 촬영은 2014년 4월 아랍에미리트 아부다비 토후국과 아이슬란드에서 시작되었으며 주요 촬영은 아일랜드와 잉글랜드의 파인우드 스튜디오에서 이루어졌다.
《깨어난 포스》는 미국 개봉일 4일 전인 2015년 12월 14일 로스엔젤레스에서 처음 공개되었다. 2016년 1월 23일 기준으로 전세계에서 $1,888,548,249의 수익을 기록하며 2015년 영화 매출 순위 1위와 역대 영화 매출 순위 3위를 기록하였다. 두 편의 후속편 《에피소드 8》과 《에피소드 9》가 각각 2017년 12월 15일과 2019년에 공개될 예정이었으나,한국에서는
2020년 1월에 공개되었다.

## 줄거리
다스 베이더가 사망한 다음 약 30년 후, 마지막 남은 제다이인 루크 스카이워커가 사라졌다. 몰락한 은하 제국으로부터 일어난 퍼스트 오더는 루크와 공화국을 찾아내 제거하려 한다. 공화국과 루크의 쌍둥이 여동생 레이아 오르가나가 이끄는 저항군은 퍼스트 오더를 저지하고 루크의 도움을 받기 위해 루크를 찾는다.
저항군 파일럿 포 다메론은 자쿠 행성의 마을 장로 로 산 테카를 만나 루크가 있는 장소의 지도를 얻는다. 카일로 렌이 이끄는 스톰트루퍼들은 마을을 파괴하고 포를 붙잡는다. 포의 드로이드 BB-8는 지도를 갖고 탈출하고 부랑자 레이를 만나게 된다. 렌은 포를 고문하여 BB-8에 대하여 알게 된다. 퍼스트 오더가 하는 짓이 옳지 않은 행동이라고 생각해온 스톰트루퍼 FN-2187은 포를 풀어주고 타이 파이터를 훔쳐 함께 탈출하고 포는 FN-2187에게 '핀'이라는 별명을 지어준다. 하지만, 퍼스트 오더가 그들의 타이 파이터를 공격하고, 둘은 자쿠에 추락하고 핀만이 살아남는다. 핀은 레이와 BB-8을 만나지만 퍼스트 오더가 그들을 추적하고 공습을 시작한다. 이들 3명은 낡은 우주선인 밀레니엄 팰콘을 훔쳐 행성을 탈출한다. 그러나, 한 솔로가 그들이 탄 우주선을 찾고, 마침내 퍼스트 오더는 스타킬러 기지의 막강한 파괴력으로 공화국 행성을 박살낸다. 그 후 그 들은 저항군 기지로 가 레아 공주를 만나고 죽은줄 알았던 포도 만난다. 그리고 스타킬러 파괴 계획을 세우고 저항군은 방어막이 해제되자 X-윙 편대로 대규모 공격을 감행한다. 한편, 스타킬러 기지 내의 원자로에 폭탄을 설치하던 한 솔로 일행은 갑자기 카일로 렌, 즉 벤 솔로를 만난다. 한 솔로는 이미 반쯤 다크 사이드 포스로 빠져든 벤을 구하려 하지만 오히려 아이러니하게 그의 아들의 손으로 라이트세이버에 관통당해 죽는다.

## 출연진
- 해리슨 포드 - 한 솔로 역
- 마크 해밀 - 루크 스카이워커 역
- 캐리 피셔 - 레아 오르가나 역
- 애덤 드라이버 - 카일로 렌 / 벤 솔로 역
- 데이지 리들리 - 레이 역
- 존 보예가 - FN-2187 / 핀 역
- 오스카 아이작 - 포 다메론 역
- 루피타 뇽오 - 마즈 카타나 역
- 앤디 서키스 - 스노크 역
- 도널 글리슨 - 헉스 역
- 앤서니 대니얼스 - C-3PO 역 (목소리)
- 피터 메이휴 - 츄바카 역
- 막스 폰 쉬도우 - 로르 산 테카 역
- 그웬돌린 크리스티 - 캡틴 파스마 역
- 케니 베이커 - R2-D2 역
- 그레그 그런버그 - 스냅 웩슬리
- 사이먼 페그 - 운카르 플럿 역 (카메오)

다니엘 크레이그, 마이클 자키노, 나이젤 고드리치가 스톰트루퍼 역으로 카메오로 등장했다.

## 한국어 더빙
- 김율 - 레이
- 신범식 - FN-2187 / 핀
- 신용우 - 카일로 렌 / 벤 솔로
- 정성훈 - 포 다메론
- 배한성 - 루크 스카이워커
- 최수민 - 레아 오르가나
- 이정구 - 한 솔로
- 민응식 - 스노크
- 엄상현 - 헉스
- 안경진 - 마즈 카타나
- 전숙경 - 파스마 대위
- 류다무현 - C-3PO

## 개봉

### 홈미디어
월트 디즈니 스튜디오 홈 엔터테인먼트는 《스타워즈: 깨어난 포스》를 추가 장면을 포함하여 블루레이 디스크, DVD, 디지털 HD로 발매할 예정이다.

## 평가
매우 좋은 편에 속한다. 평론가들과 대중들이 호평을 하였다. 그러나 일부에서는 전작에 대한 오마쥬만 반복하는 것을 비판하였다.

### 흥행
2016년 1월 20일 기준으로 《스타 워즈: 깨어난 포스》는 $200,000,000의 제작비로 북아메리카에서 $863,100,000와 그 외 지역에서 1,000,300,000달러, 총 $1,889,000,000의 수익을 기록하였다. 영화는 2015년 영화 매출 순위 1위를 기록하였으며 미국과 캐나다의 영화 흥행 기록 1위, 역대 영화 매출 순위 3위를 기록하였다.

### 수상
| 연도 | 상 / 영화제 | 부문             | 수상자                     | 결과 | 참고  |
| ---- | ----------- | ---------------- | -------------------------- | ---- | ----- |
| 2015 | AFI 어워드  | 2015년 10대 영화 | 《스타 워즈: 깨어난 포스》 | 수상 | [ 5 ] |

### 10대 영화 목록
《깨어난 포스》는 몇몇 평론가들의 2015년 10대 영화 목록에 이름을 올렸다.
- 1위 - 피터 하웰, 《토론토 스타》
- 2위 - 밥 톰슨. 《밴쿠버 선》
- 3위 - 《토탈 필름》
- 4위 - 《디지털 스파이》
- 4위 - 로드 포코와칫, 《위치타 이글》
- 4위 - 트로이 L. 스미스, 《플레인 딜러》
- 5위 - 《엠파이어》
- 5위 - 《와이어드》
- 5위 - 콜린 소터, 로저이버트닷컴
- 6위 - 마이클 스미스, 《털사 월드》
- 6위 - 《트위치필름》
- 7위 - 매튜 제이콥스, 《허핑턴포스트》

## 후속편

### 에피소드 8
2014년 8월 감독으로 라이언 존슨이 결정되었다. 영화는 2017년 12월 15일에 개봉 예정이다. 2015년 9월 제2 제작진 촬영이 이루어졌으며 2016년 2월 파인우드 스튜디오에서 주요 촬영이 시작되었다. 해밀, 피셔, 드라이버, 리들리, 보예가, 아이작, 뇽오, 글리슨, 크리스티, 서키스, 메이휴가 계속해서 자신의 배역으로 출연하고, 베니치오 델 토로와 로라 던, 켈리 마리 트란이 새롭게 등장한다. R2-D2 역에는 지미 비가 베이커를 대신하여 출연할 예정이다.

### 에피소드 9
2015년 8월, J. J. 에이브럼스가 《에피소드 9》의 감독으로 선정되었다. 영화는 2019년 5월 24일에 개봉될 예정이다.